# Massy, Essonne
Massy là một xã trong vùng đô thị Paris, thuộc tỉnh Essonne, vùng hành chính Île-de-France của nước Pháp, có dân số là 37.712 người (thời điểm 1999).

## Các thành phố kết nghĩa
- Ascoli Piceno, Ý (từ 1998)